# Тврда Река
46°00′ пн. ш. 16°48′ сх. д. / 46.00° пн. ш. 16.80° сх. д.
Тврда Река (хорв. Tvrda Reka) — населений пункт у Хорватії, в Б'єловарсько-Білогорській жупанії у складі громади Капела.

## Населення
Населення за даними перепису 2011 року становило 29 осіб.
Динаміка чисельності населення поселення: